# Samopregledovanje dojk
Samopregledovanje dojk je sistematičen način pregleda dojke, ki ga opravi ženska sama in je eden od načinov (poleg presejalnega programa za raka dojke in pregledov pri zdravniku) za odkrivanje raka dojke. Pomembno lahko pripomore k zgodnjemu odkrivanju raka dojke in s tem uspehu zdravljenja in preživetja. Rak dojke se namreč večinoma pokaže z majhno zatrdlino v tkivu dojke, ki jo ženske najlažje zatipajo same. Gre za enostaven, neboleč, varen in učinkovit pregled, ki traja nekaj minut.
Kot metoda za zgodnje odkrivanje raka dojke se je začela uveljavljati v 50-ih letih dvajsetega stoletja, ko mamografija še ni bila na voljo. Sprva ni bilo obširnejših kliničnih raziskav o njeni učinkovitosti, raziskava v letu 2002 pa ni pokazala prednosti glede preživetja bolnic. Zaradi pomanjkanja dokazov o učinkovitosti metode glede izidov zdravljenja raka dojke ter nevšečnosti, ki jih lahko metoda povzroča, danes vse organizacije in ustanove ne priporočajo samopregledovanja dojk kot eno od metod za zgodnje odkrivanje raka.
Slovenska Priporočila diagnostike in zdravljenja raka dojk priporočajo redno samopregledovanje dojk oz. pozornost na pojav sprememb v dojkah za vse ženske, tudi tiste z nizko ogroženostjo. Samopregledovanje dojk se priporoča po 20. letu starosti starosti (pri visoki ogroženosti za pojav raka dojke pa že po 18. letu), in sicer enkrat mesečno. Najbolje je, da se opravi po končani menstruaciji, pri ženskah po menopavzi pa vsak mesec isti dan. V primeru zatrdline, ki ostaja na istem mestu in se ne spreminja z menstruacijskim ciklom, če se pojavi izcedek ali če postane bradavica ugreznjena, se priporoča obisk pri zdravniku.

## Postopek
Samopregled dojk se priporoča vsem ženskam po 20. letu starosti; opravi naj se enkrat mesečno, in sicer med 8. in 12. dnevom menstrualnega cikla. Kasneje v toku menstrualnega cikla so lahko tudi zdrave dojke vozličaste in boleče zaradi hormonskih sprememb. Pri ženskah po menopavzi se priporoča samopregled dojk vsak mesec na isti dan.
Obstaja več različic priporočene izvedbe postopka samopregleda dojk, vsem pa je skupno, da je treba dojke učinkovito vidno in tipno pregledati.
Najprej se priporoča vidni pregled dojk in zaznava morebitnih sprememb dojk (zatrdline, spremembe v velikosti in obliki dojk ter barvi kože) in bradavic (uvlečena bradavica, zatrdline, izcedek). Svetuje se pregled pred ogledalom, stoje ali sede, v različnih telesnih položajih, z rokami sproščeno ob telesu, z rokami, položenimi v bok, ter z rokami, dvignjenimi nad glavo.
Sledi pregled tkiva dojke s tipanjem, z blazinicami srednjih treh prstov roke. Dojke je treba tipno pregledati sistematično, s čvrstim pritiskom blazinic prstov. Pri tem se je treba nagniti nekoliko naprej, z eno roko podpreti preiskovano dojko, z blazinicami prstov druge roke pa s krožnimi gibi natančno pretipati dojko. Nato se postopek ponovi na drugi dojki. Pretipati je treba tudi obe pazduhi (zaradi morebitnega povečanja pazdušnih bezgavk). Sledi samopregled prsnih bradavic; s palcem in sredincem je treba nežno stisniti vsako bradavico in preveriti, ali je prisoten izcedek iz bradavice.
Naposled se priporoča še samopregled dojk v ležečem položaju. Pri tem si ženska podloži desno ramo z vzglavnikom in dvigne desno roko nad glavo. S prsti leve roke si s krožnimi gibi pretipa desno dojko. Nato pregled ponovi še na levi dojki.

## Pomanjkljivosti samopregledovanja dojk
- V raziskavah niso uspeli dokazati učinkovitosti samopregledovanja dojk glede smrtnosti in preživetja bolnic z rakom dojke.[4] V t. i. šanghajsko raziskavo so med letoma 1989 in 1991 vključili 266.064 tovarniških delavk iz Šanghaja. V raziskavo vključene ženske so randomizirali v dve skupini; v prvi skupini so ženske usposobili za samopregledovanje dojk (izobraževanja so bila redna, večkrat so bile ženske opomnjene glede pravilnega samopregledovanja dojk), v kontrolni skupini pa ženske takšnega usposabljanja niso bile deležne.[7] Po 11-letnem opazovalnem obdobju je bila pojavnost raka dojke v obeh skupinah primerljiva, razlik v umrljivosti in preživetju bolnic z rakom dojke pa ni bilo.[7][11]
- Ženska, ki začuti zatrdlino oziroma drug simptom morebitnega raka dojke, je lahko izpostavljena znatnemu stresu, čeprav v velikem deležu primerov ne gre dejansko za prisotnost raka.[4]
- Ženske so podvržene večjemu številu nepotrebnih biopsij in drugih postopkov, saj večina sprememb dojk, zaznanih med samopregledovanjem, ni rakavih.[4]
- Samopregledovanje dojk zahteva usposobljenost in izobraževanje ženske populacije o pravilnem postopku samopregledovanja dojk je lahko težavno. Nadalje pa je kljub usposobljenosti delež žensk, ki redno in pravilno izvajajo postopek, nizek.[11] Tudi raziskava v Sloveniji, sicer na manjšem številu preiskovank, je pokazala, da je odstotek žensk, ki izvaja samopregledovanje dojk, nizek in da ženskam primanjkuje ozaveščenosti in znanja o samopregledovanju dojk.[12]